# Duke Johnson
* solo in precampionato e/o in squadra di allenamento
Randy Johnson, detto Duke (Miami, 23 settembre 1993), è un ex giocatore di football americano statunitense che ha militato nel ruolo di running back nella National Football League (NFL).

## Carriera

### Cleveland Browns

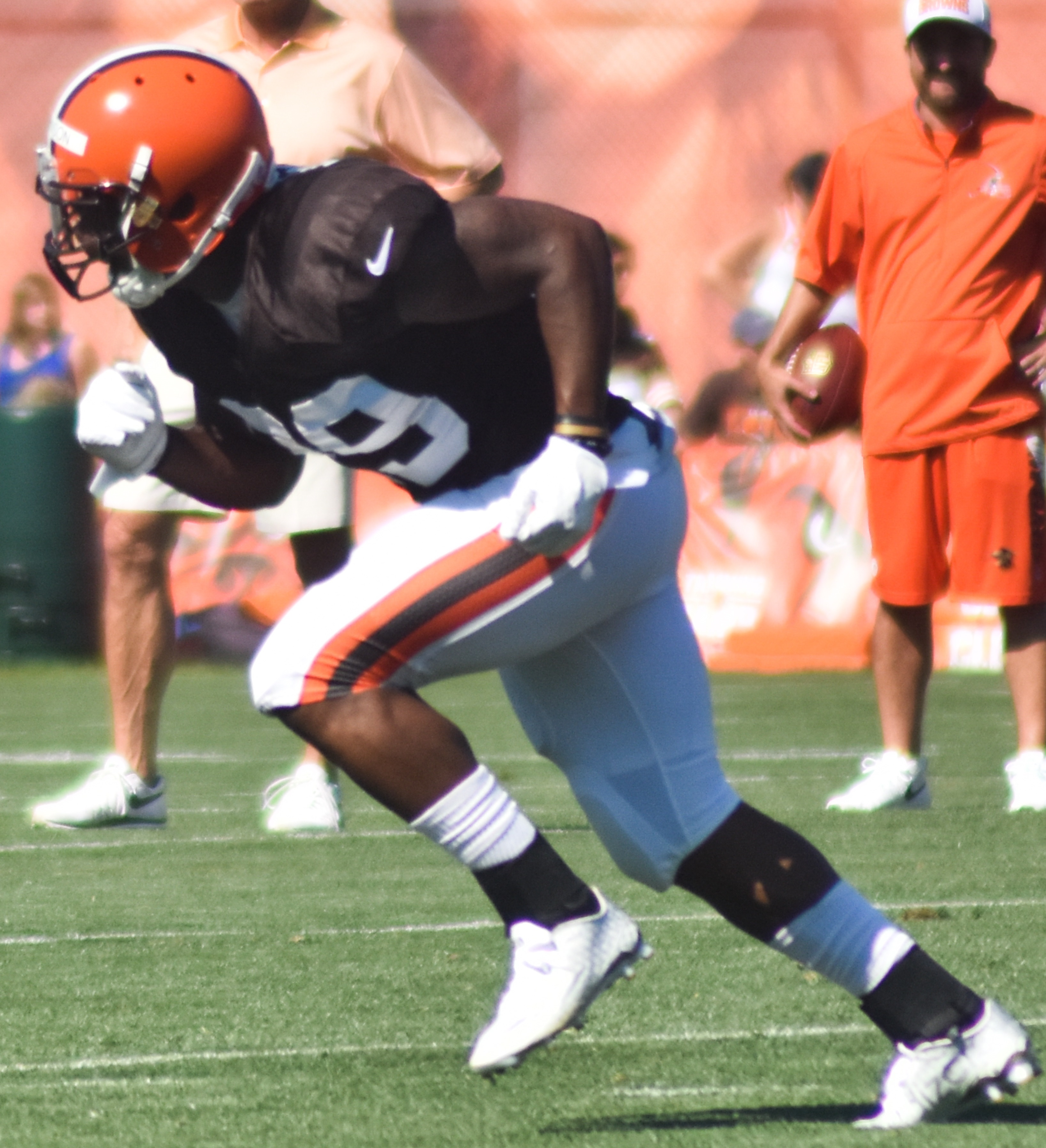
Johnson durante il training campo con i Browns nel 2015

Dopo avere giocato al college a football a Miami, Johnson fu scelto nel corso del terzo giro (77º assoluto) del Draft NFL 2015 dai Cleveland Browns. Debuttò come professionista partendo come titolare nella gara del primo turno contro i New York Jets in cui corse sette volte per 22 yard.  Nella gara del quarto turno, la sconfitta 27-30 contro i San Diego Chargers, segnò il primo touchdown in carriera su una ricezione da 34 yard. La sua stagione da rookie si chiuse con 379 yard corse e 2 marcature su ricezione disputando tutte le 16 partite, di cui 7 come titolare.
All'inizio della stagione 2016 il nuovo capo allenatore dei Browns Hue Jackson nominò Johnson running back di riserva dietro a Isaiah Crowell. Nel corso dell'annata Johnson collezionò 16 presenze, di cui una da titolare, con 73 corse per 358 yard e un touchdown, più 53 ricezioni per 514 yard, svolgendo anche il ruolo di punt returner negli special team, ritornando 17 punt per 112 yard.
La stagione 2017 fu assai complicata per i Browns che chiusero l'annata senza vittorie, con un record di 0-16. Johnson giocò in tutte le gare stagionali, nessuna da titolare, collezionando 82 corse per 348 yard e quattro touchdown, oltre 74 ricezioni per 693 yard e tre touchdown su ricezione.

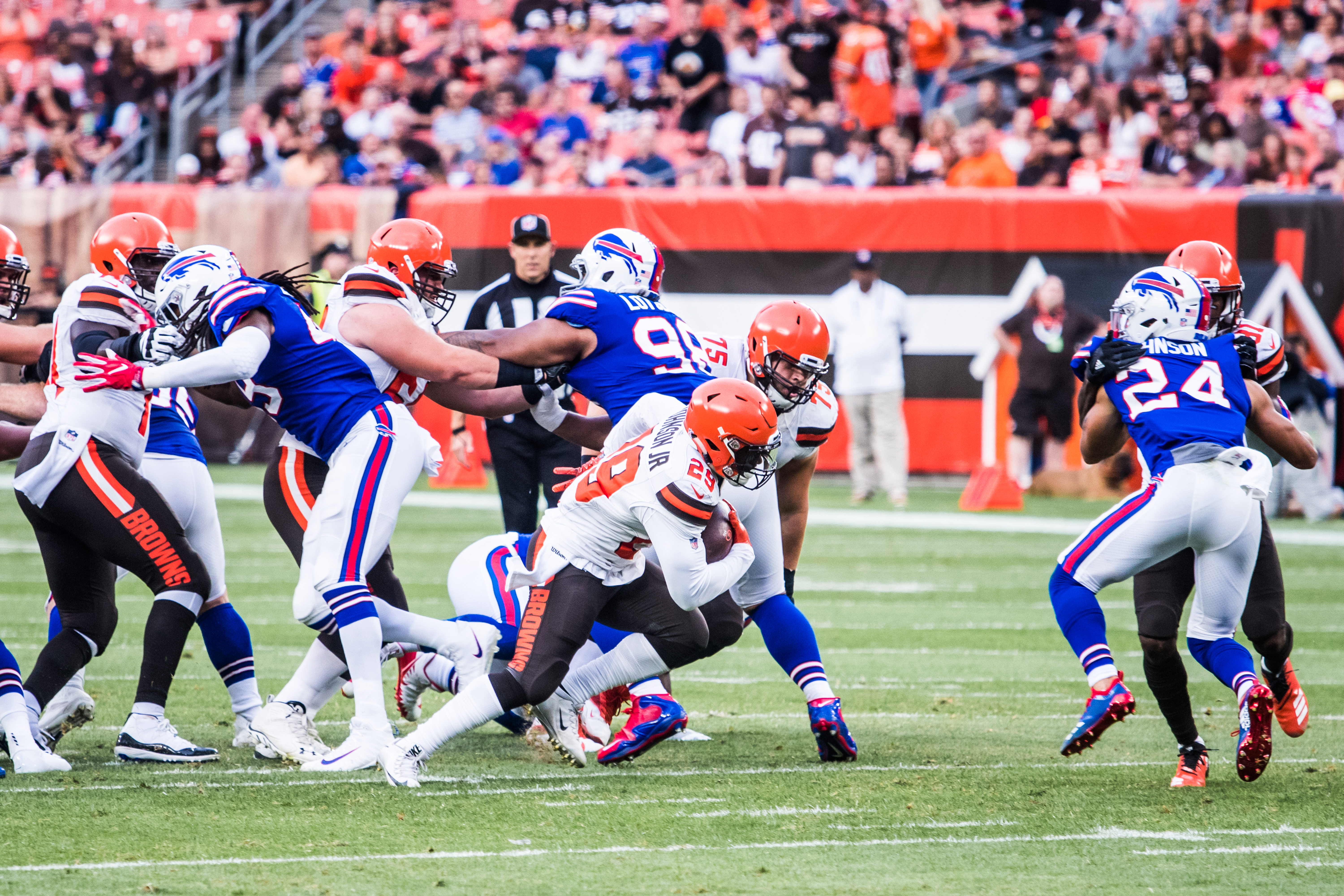
Johnson (n. 29) con i Browns contro i Buffalo Bills nel 2018.

Il 7 giugno 2018 Johnson firmò per altri tre anni con i Browns a 15,6 milioni di dollari, di cui 7,75 milioni garantiti e un bonus alla firma di 3 milioni. Terminò la stagione 2018 con 16 presenze, di cui due da titolare, con 40 corse per 201 yard e nessun touchdown, più 47 ricezioni per 429 yard e tre touchdown su ricezione.

### Houston Texans
L'8 agosto 2019 Johnson fu scambiato con gli Houston Texans in cambio di una scelta al quarto giro del draft NFL 2020, che sarebbe potuto diventare del terzo giro nel caso fosse stato a roster per almeno 10 gare. Nella stagione 2019 Johnson registrò 16 presenze con i Texans, di cui due da titolare, con 83 corse per 410 yard e due touchdown, più 44 ricezioni per 410 yard e tre touchdown su ricezione.
Nella stagione 2020 Johnson fece 11 apparizioni, di cui cinque da titolare, con 77 corse per 235 yard e un touchdown, più 28 ricezioni per 249 yard e un touchdown su ricezione.
Il 26 febbraio 2021 Johnson fu svincolato dai Texans.

### Jacksonville Jaguars
Il 6 settembre 2021 Johnson firmò per la squadra di allenamento dei Jacksonville Jaguars, venendo però svincolato dieci giorni dopo.

### Miami Dolphins
Il 26 ottobre 2021 Johnson firmò per la squadra di allenamento dei Miami Dolphins.
Il 19 dicembre 2021, alla sua prima presenza con i Dolphins, Johnson corse per un record di carriera di 107 yard e due touchdown nella vittoria 31-24 contro i New York Jets. Il giorno successivo Johnson fu promosso nel roster attivo dei Dolphins. Concluse la stagione 2021 con 71 corse per 330 yard e tre touchdown, più quattro ricezioni per 41 yard.

### Buffalo Bills
Il 22 marzo 2022 firmò un accordo annuale con i Buffalo Bills. Il 30 agosto 2022 non rientrò nel roster attivo della squadra, fu quindi svincolato per poi essere aggregato alla squadra di allenamento il giorno successivo. In stagione fece solo una presenza, con due corse per quattro yard.

### Ritiro
Il 5 maggio 2024 Johnson annunciò il suo ritiro dalla NFL.